# Constantinos Constantinou
Constantinos Constantinou (griechisch Κωνσταντίνος Κωνσταντίνου; * 5. Januar 1983) ist ein zypriotischer Badmintonspieler.

## Karriere
Constantinos Constantinou siegte 1999, 2001 und 2002 bei den Juniorenmeisterschaften in Zypern. 2001, 2002 und 2004 wurde er nationaler Titelträger bei den Erwachsenen.

## Sportliche Erfolge
| Saison | Veranstaltung                              | Disziplin    | Platz | Name                                             |
| ------ | ------------------------------------------ | ------------ | ----- | ------------------------------------------------ |
| 1999   | Zypern: Einzelmeisterschaften der Junioren | Mixed        | 1     | Constantinos Constantinou / Evi Kyprianou        |
| 1999   | Zypern: Einzelmeisterschaften der Junioren | Herreneinzel | 1     | Constantinos Constantinou                        |
| 2001   | Zypern: Einzelmeisterschaften der Junioren | Herrendoppel | 1     | Charis Charalambous / Constantinos Constantinou  |
| 2001   | Zypern: Einzelmeisterschaften              | Herrendoppel | 1     | Constantinos Constantinou / Andreas Constantinou |
| 2002   | Zypern: Einzelmeisterschaften der Junioren | Herrendoppel | 1     | Demetris Kyprianou / Constantinos Constantinou   |
| 2002   | Zypern: Einzelmeisterschaften              | Herrendoppel | 1     | Demetris Kyprianou / Constantinos Constantinou   |
| 2004   | Zypern: Einzelmeisterschaften              | Mixed        | 1     | Constantinos Constantinou / Dometia Ioannou      |
| 2004   | Zypern: Einzelmeisterschaften              | Herrendoppel | 1     | Demetris Kyprianou / Constantinos Constantinou   |